# Cranioleuca pyrrhophia
Rabo-espinhoso-meridional ou arredio-listrado (Cranioleuca pyrrhophia) é uma espécie de ave da família Furnariidae.
Pode ser encontrada nos seguintes países: Argentina, Bolívia, Brasil, Paraguai e Uruguai.
Os seus habitats naturais são: florestas secas tropicais ou subtropicais e florestas subtropicais ou tropicais húmidas de baixa altitude.